# Abdelazíz Szulejmáni
Abdelazíz Szulejmáni (arabul: عبدالعزیز سلیماني); 1958. április 30. –) marokkói válogatott labdarúgó.

## Pályafutása

### Klubcsapatban
1977 és 1994 között a MAS Fez csapatában játszott, melynek tagjaként 1979-ben, 1983-ban és 1985-ben megnyerte a marokkói bajnokságot. 

### A válogatottban
A marokkói válogatott. tagjaként részt vett az 1986-os afrikai nemzetek kupáján és az 1986-os világbajnokságon, ahol a marokkóiak összes csoportmérkőzésén csereként lépett pályára.

## Sikerei, díjai
MAS Fez
- Marokkói bajnok (3): 1978–79, 1982–83, 1984–85